# 鲁光 (政治人物)
鲁光（1918年7月—2000年10月22日），男，山东莱阳人，中华人民共和国政治人物，曾任黑龙江省人民政府副省长，黑龙江省人大常委会副主任，第六届全国人大代表。